# ماستونک
ماستونک (نام علمی: Torilis arvensis) نام یک گونه از سرده ماستونک است.